# Chyliza latifrons
Chyliza latifrons är en tvåvingeart som beskrevs av Verbeke 1952. Chyliza latifrons ingår i släktet Chyliza och familjen rotflugor. Inga underarter finns listade i Catalogue of Life.